# 玉里華山寺
玉里華山寺，臺灣花蓮縣玉里鎮佛寺，供奉本師釋迦牟尼佛，開基於日治時期明治42年（1909年），初名不詳，二戰後於民國36年（1947年）改名華山寺。

## 沿革
玉里華山寺開基於臺灣日治時期的明治42年（1902年），最初為日本佛教淨土宗系統的佈道所，不同於玉里玉泉寺帶有臺灣本土宗教色彩的持齋宗信仰，華山寺設立之初便已是正信佛教的寺院，在日治時期也曾兼辦過幼稚園。
二次戰後，隨著日本佛教教團淡出，由臨濟宗的白聖法師接掌主持，並於民國36年（1947年）改作「華山寺」。民國38年（1949年）華山寺廟身遭颱風肆虐損毀。民國41年（1952年），時任住持釋明樂募款重建一木造鋅頂的佛寺。民國55年（1966年）再度募資重建，順利於民國59年（1970年）舉辦入火安座大典。
玉里華山寺每年逢清明節、浴佛節和盂蘭盆會等，皆會舉辦盛大的法會，現已成玉里鎮每年年度重要的宗教盛會。

## 圖輯
玉里華山寺位於玉里鎮公有市場內，並鄰近玉里火車站，大有鬧中取靜之氛圍。寺內庭園中佇立有「南無阿彌陀佛」石碑，可考為大正13年（1924年）間所立。寺中供奉的釋迦牟尼佛像亦是鎮中最大。

## 相關條目

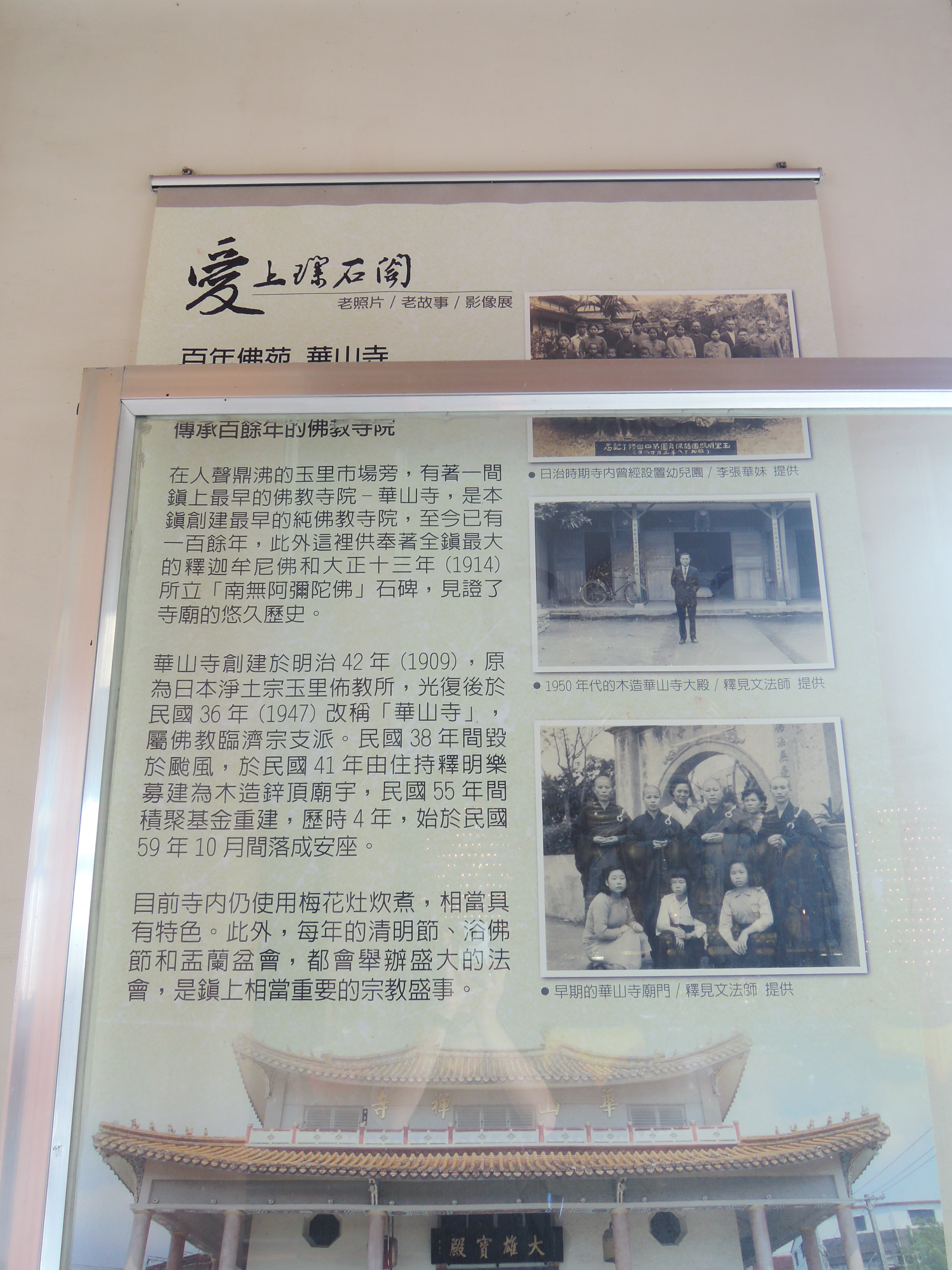
華山寺沿革解說

### 外觀建築

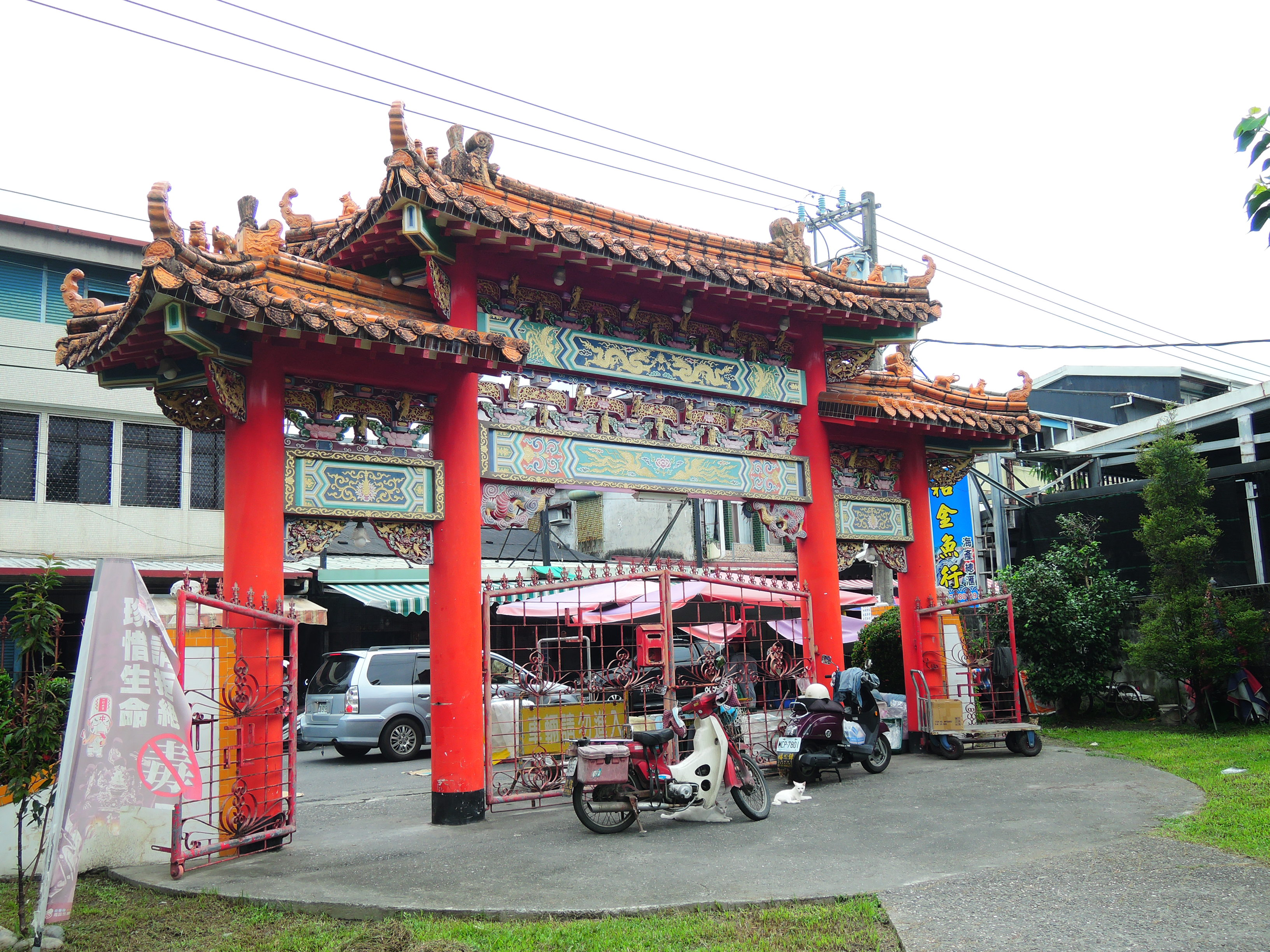
山門、寺埕
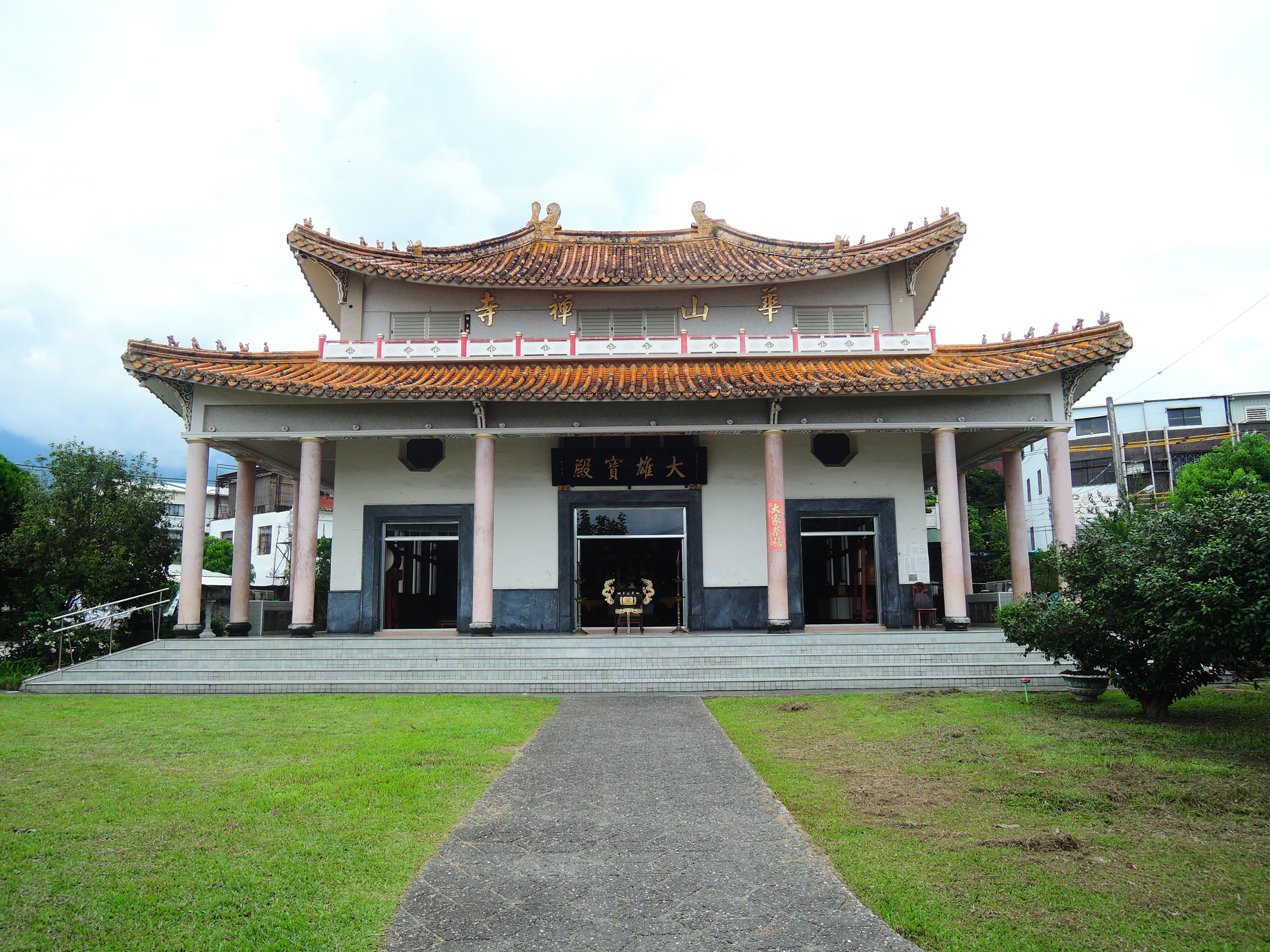
立面
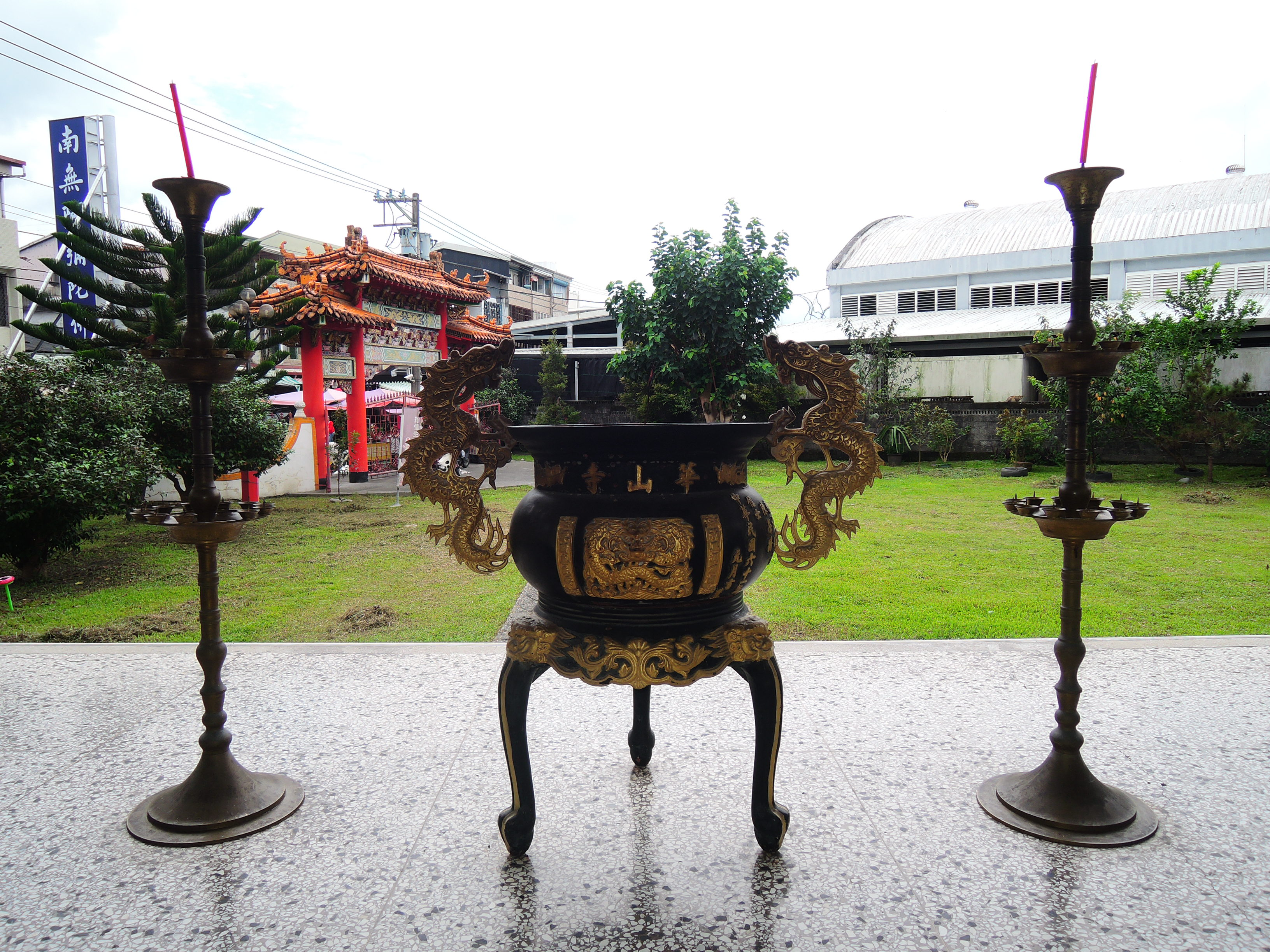
天公爐、寺埕
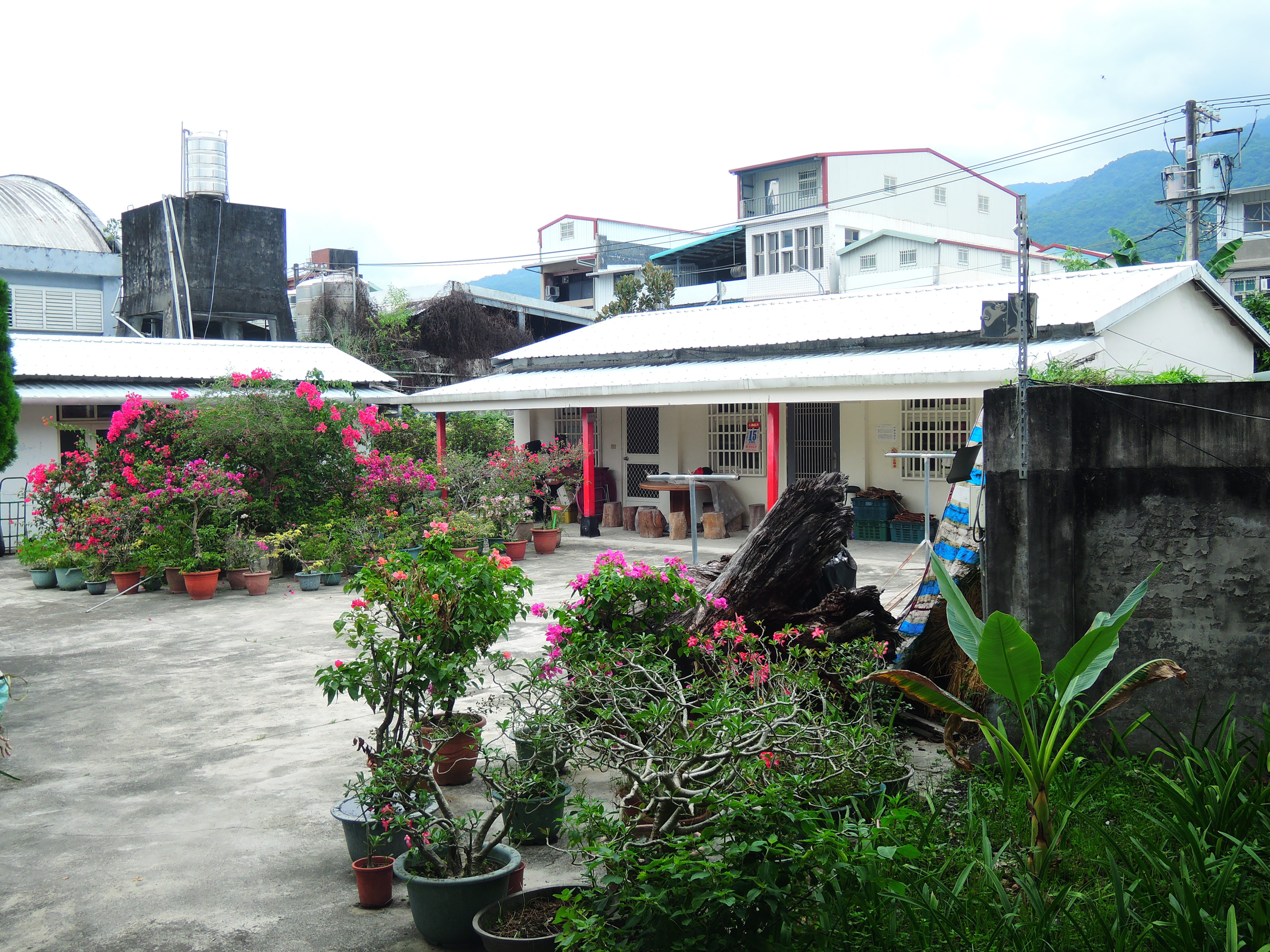
禪房
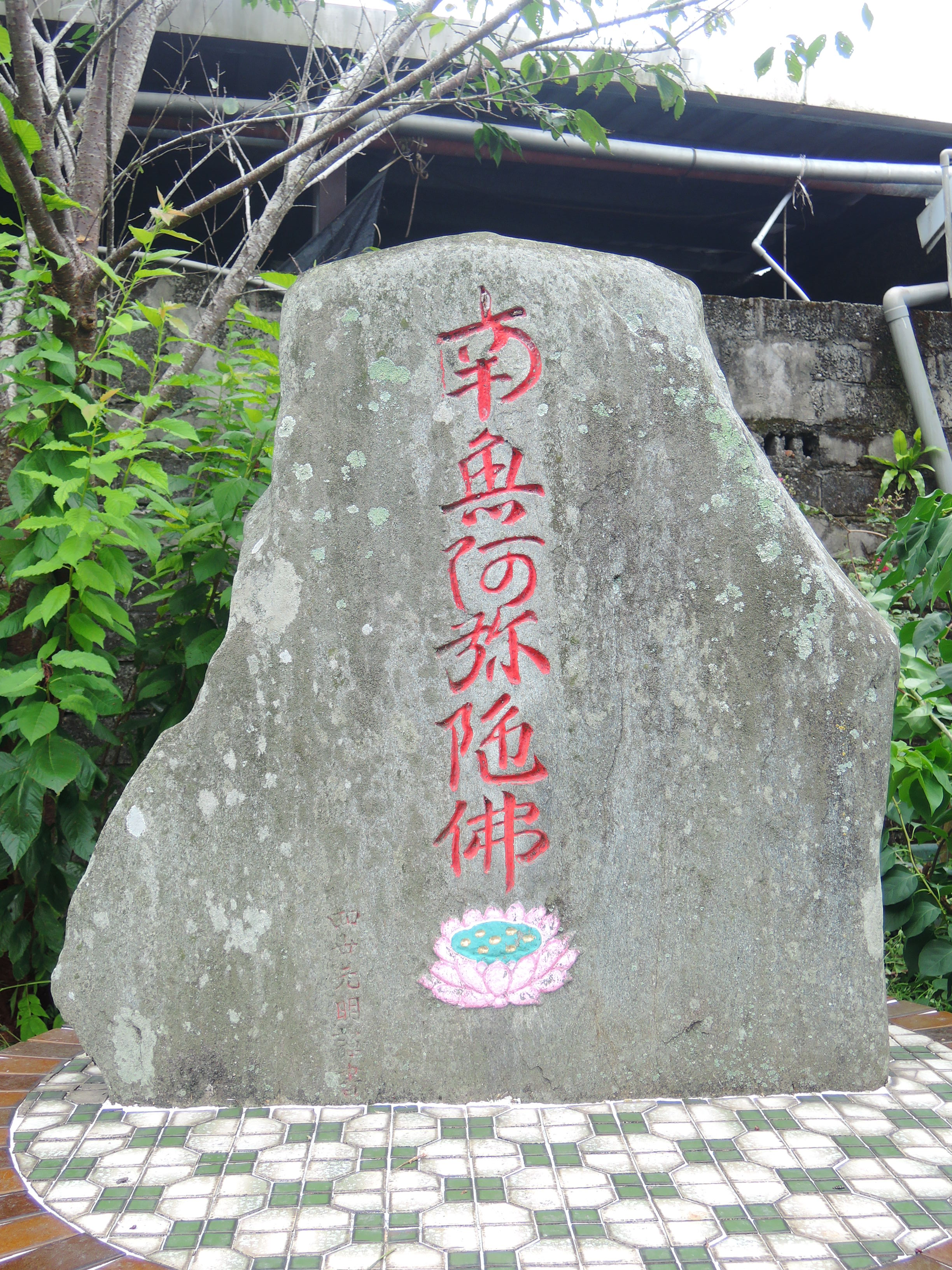
南無阿彌陀佛古碑

### 寺內文物

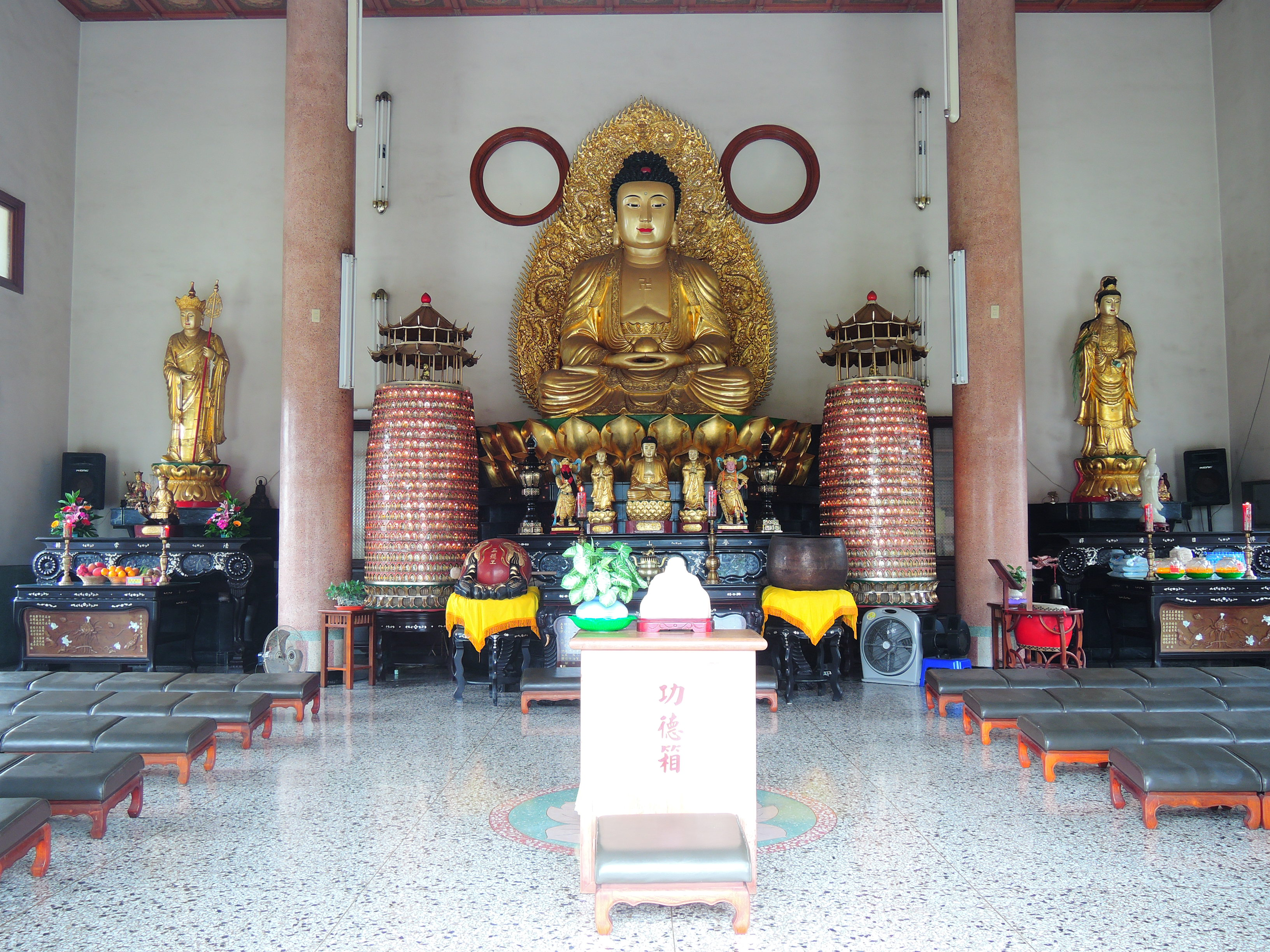
大殿佛像
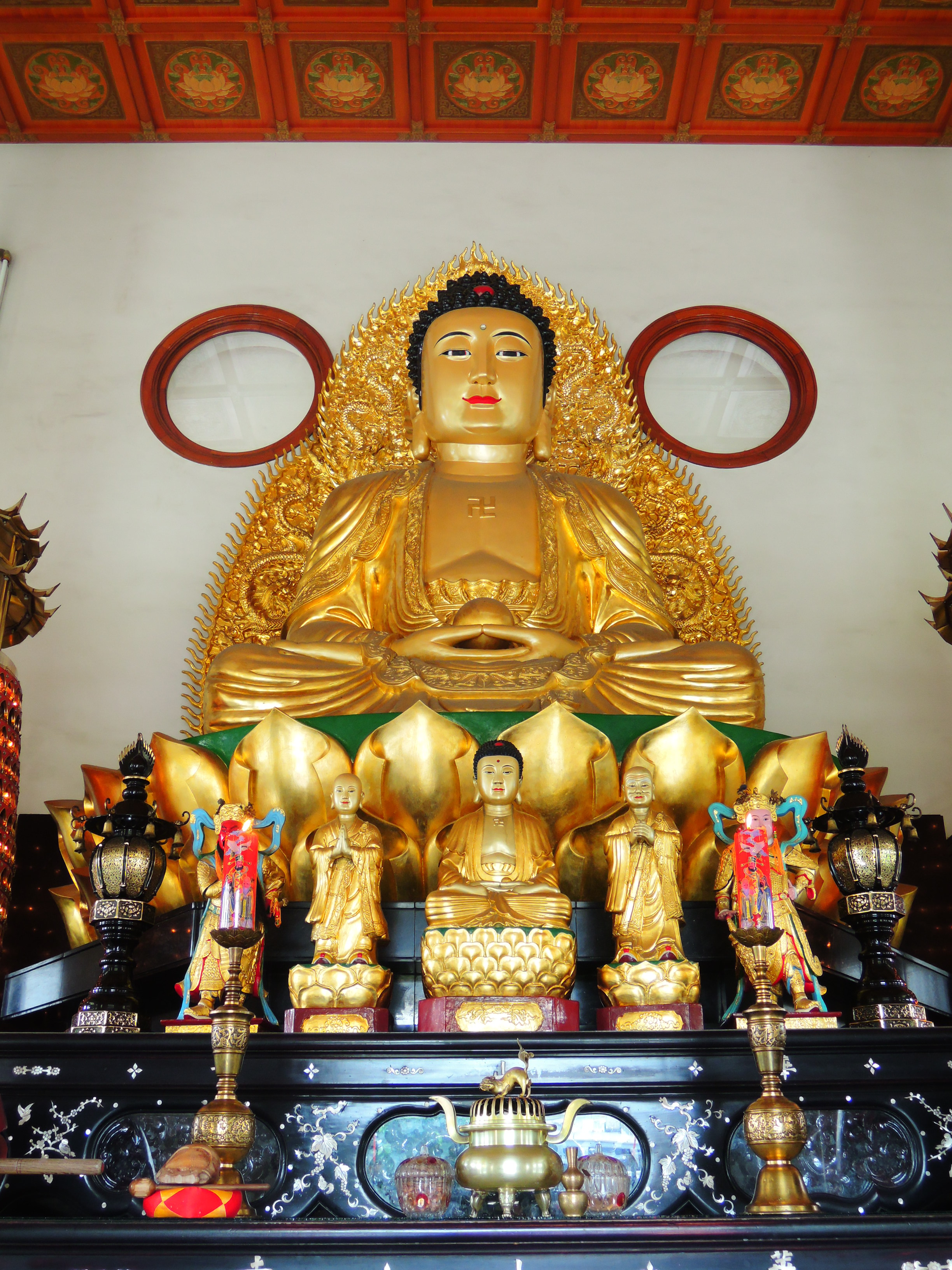
釋迦牟尼佛像
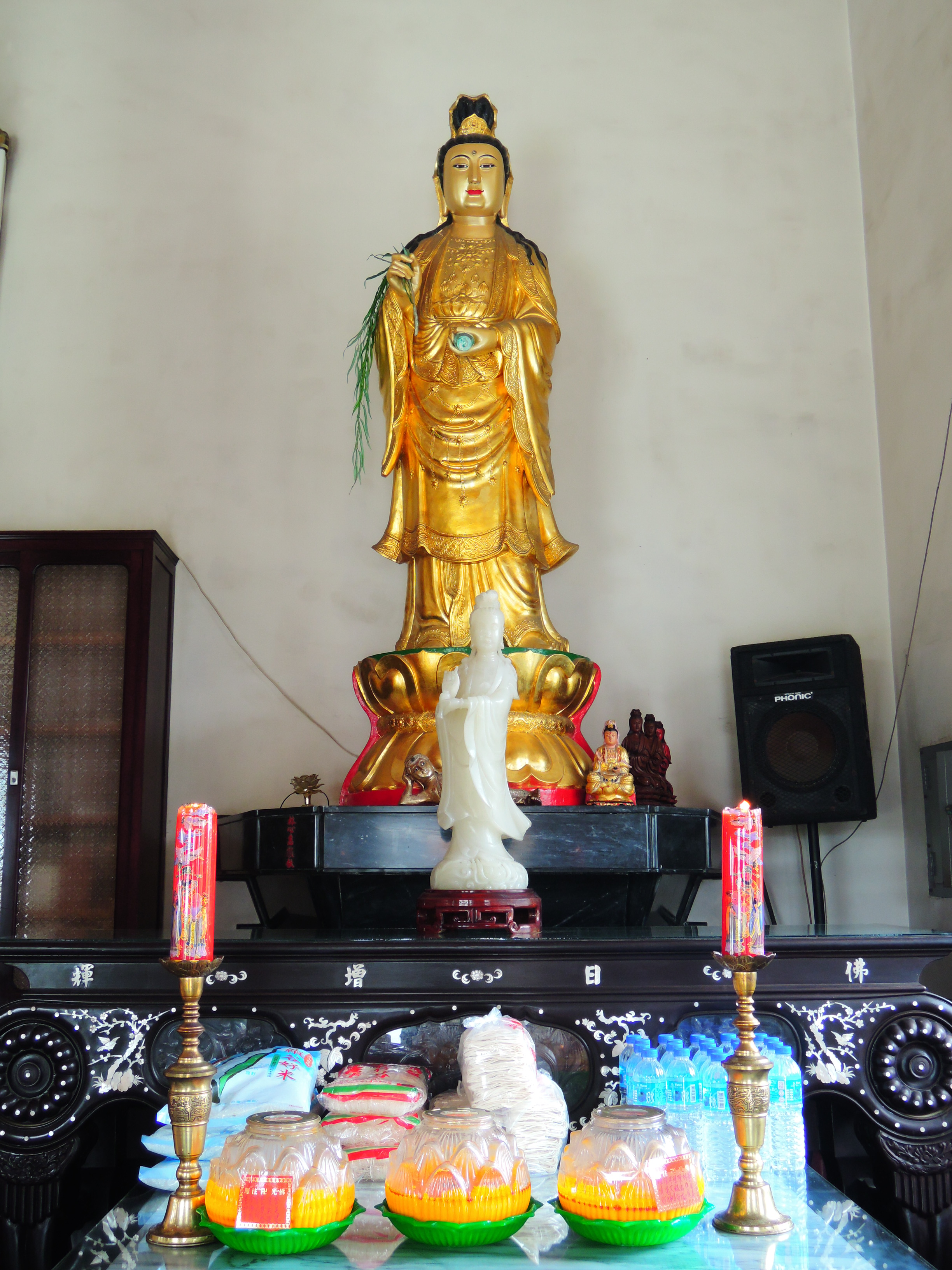
觀世音菩薩像
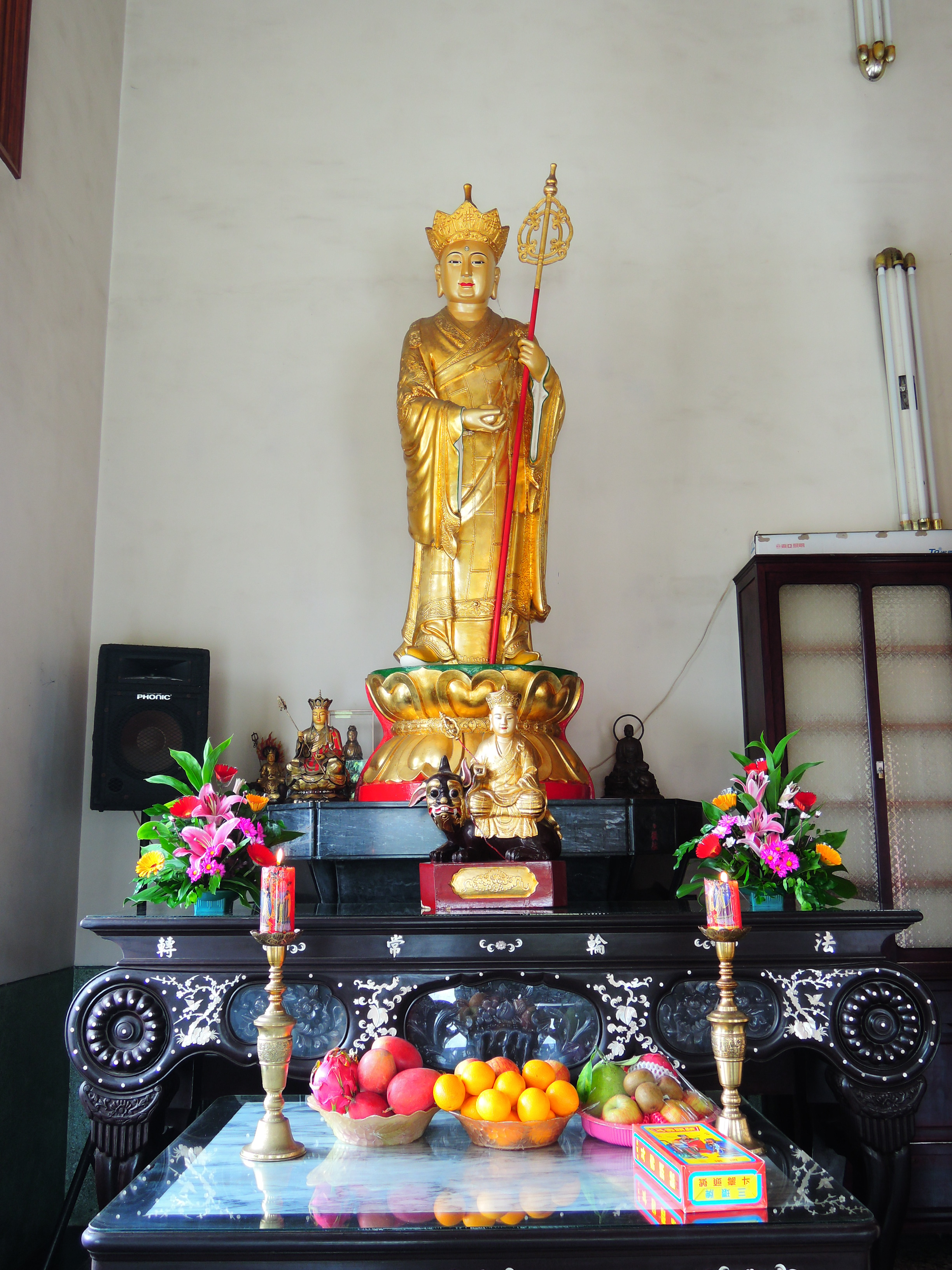
地藏王菩薩像
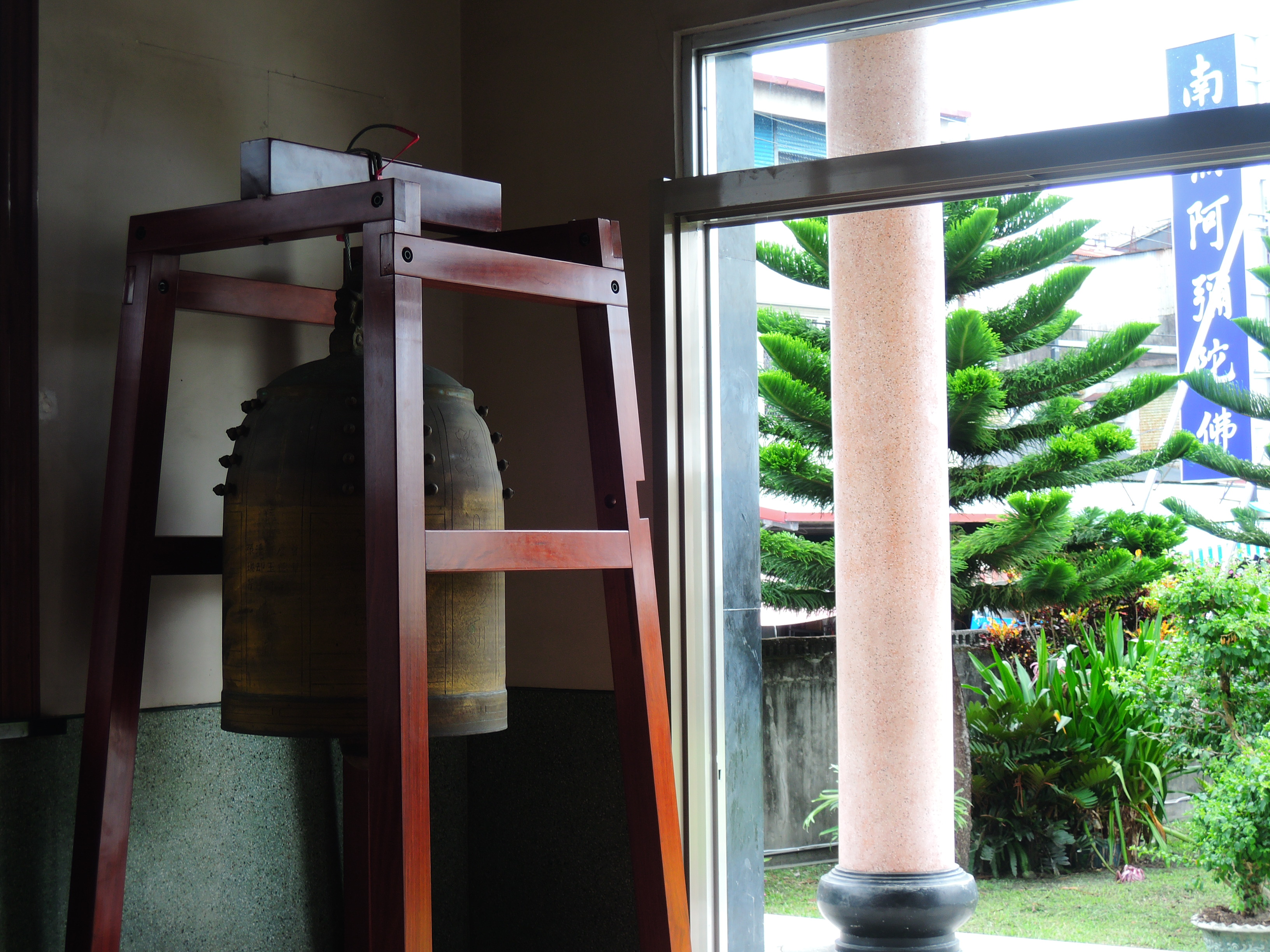
鐘
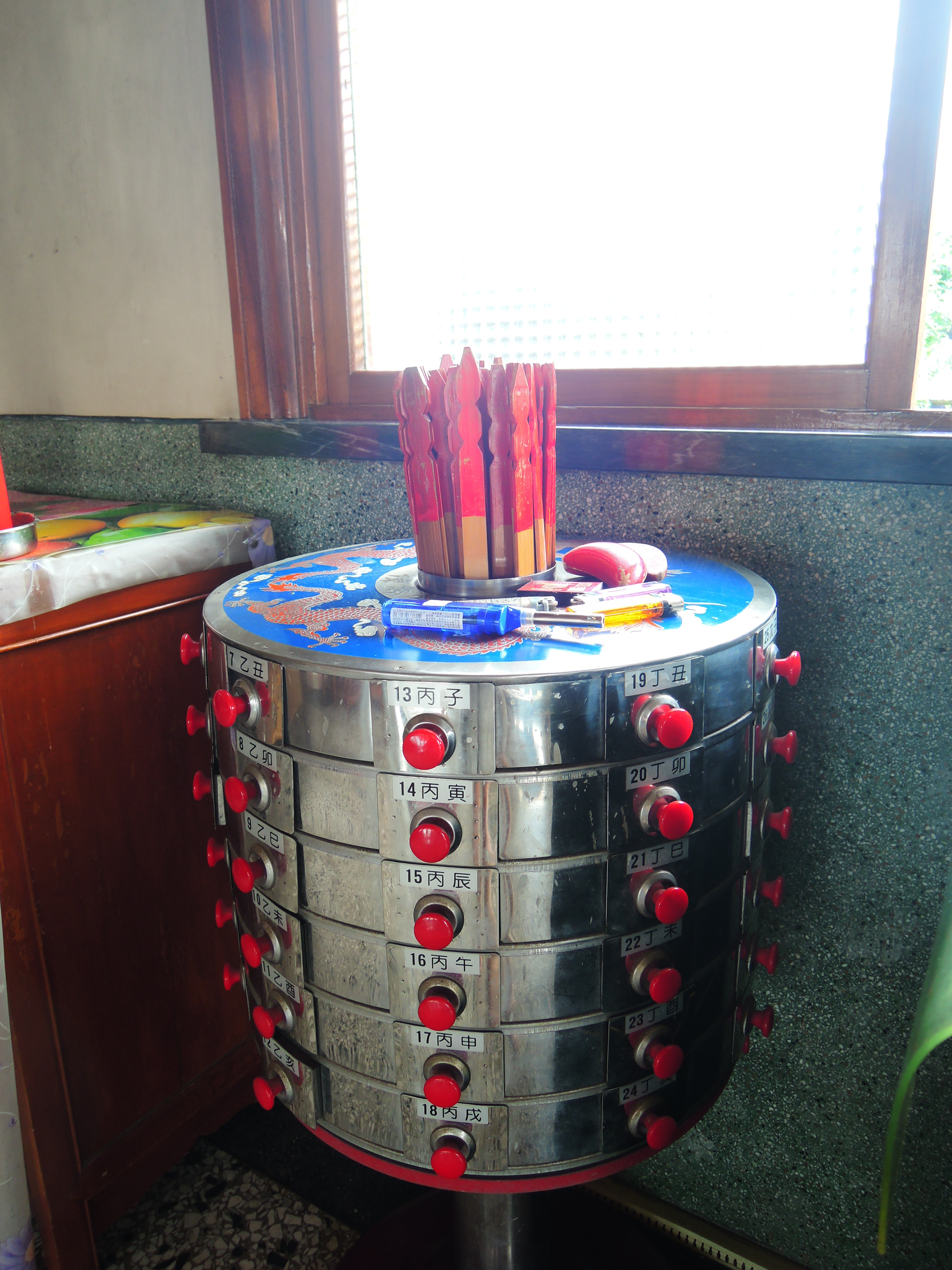
籤詩桶